# أغسطس هايسماير
أغسطس هيسمير ، كان موظفًا ألمانيًا في قوات الأمن الخاصة خلال الحقبة النازية. قائد مكتب قوات الأمن الخاصة الرئيسي في 1935-1939. بعد الحرب العالمية الثانية، حوكم وأدين باعتباره «الجاني النازي الرئيسي».

## مهنة SS

### المحاكمة والإدانة بعد الحرب
في 29 فبراير 1948، ألقت السلطات الفرنسية القبض عليه بالقرب من توبينغن وتم محاكمته في الشهر التالي. قضى 18 شهرًا في السجن قبل إطلاق سراحه عام 1949. وفي العام التالي، حكمت عليه محكمة الاستئناف بالسجن لمدة 3 سنوات ومصادرة الممتلكات باعتباره «مجرمًا نازيًا كبيرًا». كما أُدين ابن أخته كورت هيسماير، طبيب SS.
بعد إطلاق سراحه، ذهب للعيش في Schwäbisch Hall. أصبح مدير مصنع تعبئة الكوكا كولا في ألمانيا الغربية. توفي في 16 يناير 1979، بعد خمسة أيام من عيد ميلاده الثاني والثمانين.

## روابط خارجية
- أغسطس هايسماير على موقع مونزينجر (الألمانية)
- أغسطس هايسماير في فهرس مكتبة ألمانيا الوطنية
- Newspaper clippings about August Heissmeyer in the 20th Century Press Archives of the ZBW